# Окита, Сабуро
Сабуро Окита (яп. 大来 佐武郎 Ōkita Saburō) (3 ноября 1914, Далянь, Китай — 9 февраля 1993, Токио, Япония) — японский экономист и политик, министр иностранных дел Японии с 1979 по 1980 год.

## Биография
Сабуро родился 3 ноября 1914 года в китайском городке Далянь (на территории занятой Японией после русско-японской войны Квантунской области) в семье газетного репортёра. Начальное образование он получил в средней школе города Далянь, и в 1927 году отправился в Японию, чтобы продолжить обучение. Закончив в 1934 году инженерный факультет Токийского Императорского Университета поступил в Высшую школу по электрическому инжинирингу Токийского Университета, которую окончил в 1937 году.
Сабуро начал свою трудовую деятельность в почтовой службе в Пекине, в 1937—1941 годах работал в качестве инженера-электрика. В годы Второй мировой войны исполнял должность научного сотрудника в Министерстве Великой Восточной Азии, а после окончания войны продолжил работу в 1945—1947 годах в исследовательском бюро Министерства иностранных дел (МИД). С 1952 по 1953 год был секретарём отдела экономического анализа Экономической и социальной комиссии для Азии и Тихого океана, затем с 1953 по 1964 год в Управлении экономического планирования был главным разработчиком плана удвоения национального дохода японской экономики, получившего название «План Икэда» по фамилии премьер-министра Японии Хаято Икэда. План был рассчитан на 10 лет с 1961 года по 1970 год, его основные контрольные цифры были перевыполнены.
В 1962 году Сабуро утверждал, что большинство японских товаров необходимо продавать за пределами региона, так как потенциал их потребления в Восточной Азии, включая Японию, ограничен. Именно ему принадлежит термин «открытый регионализм».
В 1964 году покинул службу в правительстве и стал президентом Японского центра экономических исследований, в период с 1973 по 1979 годы был председателем этого центра. В 1979—1980 годах был министром иностранных дел Японии.
В 1982 году был избран президентом Международного университета Японии. В период с 1986 по 1988 годы являлся международным председателем Совета Тихоокеанского экономического сотрудничества.
В 1989 году стал председателем правления Института внутренних и международных политических исследований в Токио.
Окита подсчитал, что за всю свою жизнь совершил 376 зарубежных поездок и посетил 81 страну.
9 февраля 1993 года Окита Сабуро скончался в Токио от паралича сердца.

## Основные идеи
Считается, что Сабуро Окита — отец японского экономического чуда. Он являлся разработчиком плана удвоения национального дохода японской экономики («Плана Икэда»), в котором было усиленное развитие социального капитала, форсированный рост производства, стимулирование экспортоориентированных отраслей и технологического прогресса, сохранение социальной стабильности и преодоление дуальной структуры экономики.
Окита утверждал, что развивающим странам для экономического развития необходимо иметь сильное государственное руководство и государственное регулирование, в том числе в планировании.
Окита выступал против требования США о добровольном ограничении экспорта японских товаров в США.
По его мнению — бедная страна может повысить свои технологии, перепрыгивая от одного продукта к следующему и при этом повышая наукоёмкость. При этом идущее в авангарде государство прокладывает путь остальным, чтобы все по очереди смогли воспользоваться плодами технологического прогресса.

## Награды
Заслуги Сабуро были неоднократно отмечены наградами:
- Премия Рамона Магсайсая за международного взаимопонимание(1971);
- орден Австралии (компаньон, 1985);
- орден Восходящего солнца 1 степени на большой ленте (1986);
- премия имени Индиры Ганди[англ.] (1992).